# Беспосадочный перелёт Москва — Северный полюс — Ванкувер
Беспосадочный перелёт Москва — Северный полюс — Ванкувер — беспосадочный перелёт советских авиаторов, совершённый 18—20 июня 1937 года на самолёте АНТ-25 в составе: командир экипажа — В. П. Чкалов, второй пилот — Г. Ф. Байдуков и штурман — А. В. Беляков. Первый в истории беспосадочный перелёт из СССР в США.

## История

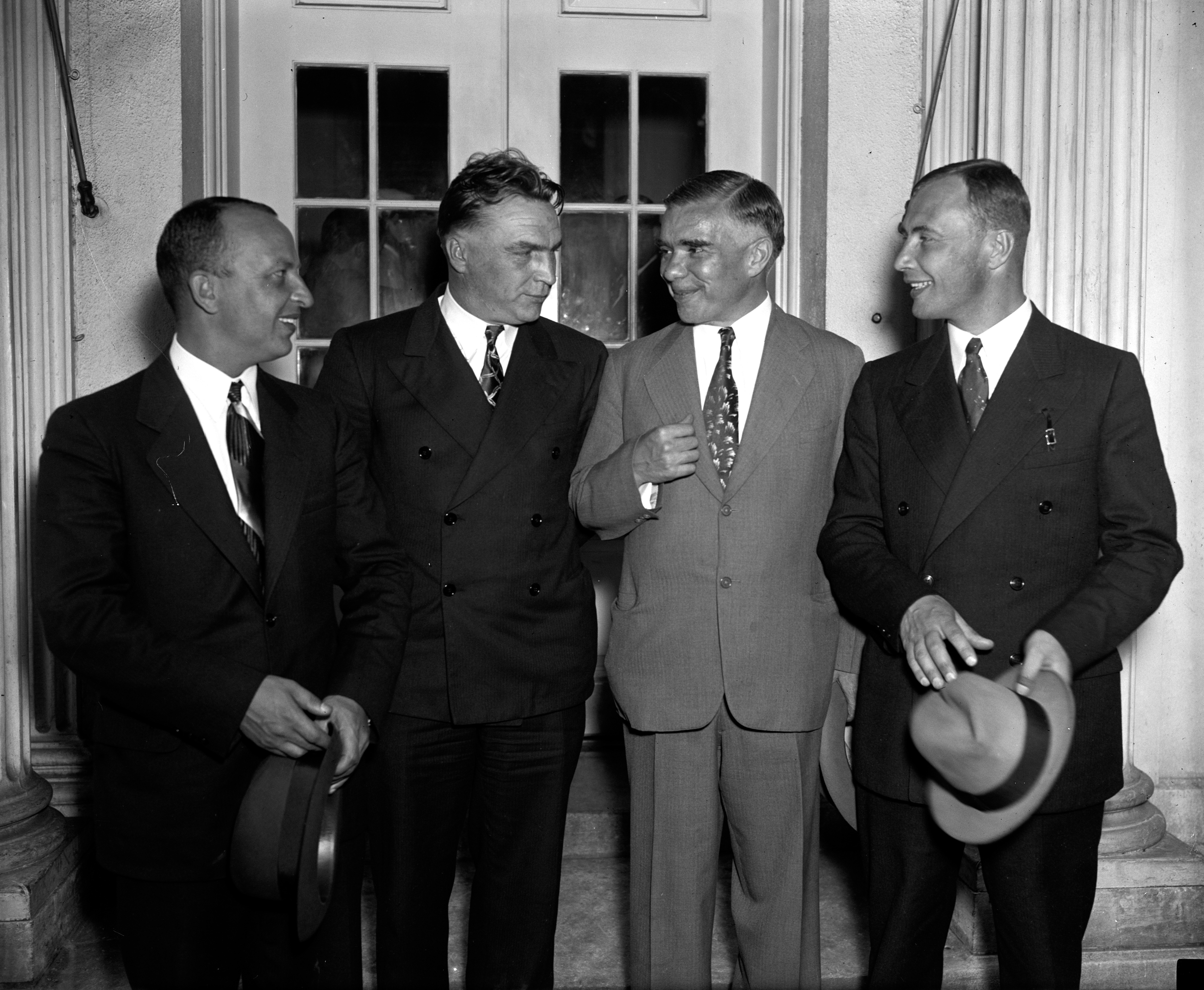
Участники полёта с послом СССР в США Трояновским (в светлом костюме), 1937

После неудачной попытки перелёта из СССР в США через Северный полюс в августе 1935 года экипажа С. Леваневского, Г. Байдукова и В. Левченко (из-за неисправности самолёта) и проведения «тренировочного» перелёта Москва — остров Удд в июле 1936 года, в 4 часа 5 минут утра 18 июня 1937 года советские летчики Валерий Чкалов, Георгий Байдуков и Александр Беляков на борту самолёта АНТ-25 покинули подмосковный аэродром в Щелково и взяли курс на Северный полюс. Перелёт был задуман с целью побить мировой рекорд дальности полёта по прямой линии, который на тот момент составлял 9104,7 км (установлен в 1933 году французскими лётчиками П. Кодосом и М. Росси). На борту самолёта находились опечатанные спортивными комиссарами барографы, показания которых должны были засвидетельствовать, что АНТ-25 не делал промежуточных посадок. Опечатаны были также горловины бензобаков, что гарантировало невозможность скрытной дозаправки в воздухе (к тому времени такая техника уже практиковалась в авиации). 20 июня в 19 часов 30 минут по московскому времени самолёт совершил благополучную посадку на аэродроме военной базы Барракс в американском городе Ванкувер (штат Вашингтон, США).
По расчётам А. Белякова, путь самолёта «по земле, учитывая все изгибы и обходы», был равен 9130 км. Однако в соответствии с правилам Международной авиационной федерации в зачёт принималась дальность, равная кратчайшему расстоянию между точками взлёта и посадки по земной поверхности. Для перелёта Москва — Северный полюс — Ванкувер эта величина составила 8582 км и 960 м (сведения о дальности 8504 километра, которые часто указываются в советских, а позже и в российских источниках, ошибочны). В официальной хронике сообщалось, что «самолёт прошёл над океанами и льдами 5900 км». Каким образом была подсчитана эта величина, неизвестно. Кратчайшее расстояние по маршруту АНТ-25 на участке Кольский полуостров — Земля Франца-Иосифа — Северный полюс — побережье Северной Америки не превышает 4800 км. По-видимому, при подсчёте был учтён участок перелёта длиной около 1200 км, прошедший вдоль западного побережья Канады и США до посадки. Длительность перелёта составила 63 часа 16 минут.
Американцы с восторгом встретили экипаж. Среди встречавших были советский посол в США А. А. Трояновский и служивший в те годы в Ванкувере генерал Дж. Маршалл, который принял экипаж у себя дома. Летчики были приняты в Вашингтоне президентом США Ф. Д. Рузвельтом в Овальном кабинете Белого дома. Члены экипажа встречались также со знаменитым полярным путешественником Вильялмуром Стефансоном.
Из США экипаж прибыл в Европу на океанском лайнере «Нормандия». В том же 1937 году АНТ-25, на котором был совершён перелёт, доставили в разобранном виде на борту теплохода «Кооперация» из Гавра в Ленинград. Есть предположение, что из США в Гавр его перевёз лайнер «Нормандия».
Американский полярный исследователь, лётчик Ричард Бэрд, первым достигший Северного полюса по воздуху, так отозвался о беспосадочных перелетах, осуществленных экипажами В. П. Чкалова и М. М. Громова: «Эти полеты будут навечно вписаны золотыми буквами в летопись истории… Они во многом улучшат отношения между странами и послужат основой дальнейшего плодотворного сотрудничества и взаимопонимания».
В Ванкувере действует Чкаловский комитет, усилиями которого создан и поддерживается небольшой музей, посвященный историческому перелету. На месте посадки АНТ-25 воздвигнут трапециевидный обелиск с бронзовой доской, врезанной в гранит, на которой изображен самолёт, распростерший свои крылья над Северным полюсом. В 1997 году в связи с 60-летием перелета открыт мемориальный комплекс. Американской стороной (Фонд российско-американского делового сотрудничества, Чкаловский комитет, администрация штата Вашингтон) при содействии МИД РФ была подготовлена программа юбилейных мероприятий в США, на проведение которых правительство США выделило несколько миллионов долларов. С российской стороны в реализации проекта юбилейных мероприятий участвовали более 20 банков и других компаний.

## Освещение в советской прессе
Заявленная цель перелёта — новый мировой рекорд дальности — достигнута не была. Официальная советская пропаганда обходила этот аспект стороной, не давая никаких оценок фактической дальности перелёта и избегая всяких рассуждений на эту тему. Постфактум была объявлена другая цель, которая в действительности перед лётчиками не ставилась:
В чем состояла задача этого необыкновенного перелета?

Задача состояла в том, чтобы исследовать и проверить возможность установления регулярной связи и сообщения по наикратчайшему направлению между двумя великими странами, расположенными в двух полушариях. Путь этот лежит через Северный полюс.
Акцент был сразу же сделан на значении первого межконтинентального перелёта через Северный полюс, который преподносился как исключительно важное историческое достижение.
Сейчас Чкалов, Байдуков и Беляков завершили новый изумительный перелет. За их полетом следил весь мир, ибо все знают огромное значение этого рейса, который без всякой ложной скромности можно назвать историческим.
Закончен величайший в истории перелет, равного которому не было и нет. Сбылась мечта человечества о воздушной дороге между материками через Северный полюс. <…>
Вместе с товарищем Сталиным, вместе с руководителями партии и правительства страна горячо поздравляет отважных и мужественных советских пилотов, успешно завершивших геройский перелет.
Над Северным полюсом — мечтой человечества — пронеслись герои, приветствуемые первыми советскими жителями полюса. Над полюсом неприступности, где никогда еще ни один самолет не летал, продолжали свой триумфальный путь герои, и больше не стало «полюса неприступности»: он побежден большевиками. <…>
В истории покорения человеком природы открылась новая эра. Знаменосцем этой эры явился Советский Союз, страна победоносного социализма, оплот мира, культуры и прогресса, передовой отряд прогрессивного человечества.

Слава советским богатырям Чкалову, Байдукову и Белякову!
Страницы газет были наполнены восторженными откликами и превосходными степенями. Экипаж Чкалова представал троицей былинных «чудо-богатырей», которая осуществила сокровенную, казавшуюся несбыточной мечту величайших умов человечества. Перелёт — «сказка, которую сделали былью» большевики, «величайшее завоевание двадцатого столетия» и «самое выдающееся событие в истории авиации».
Согласно пропагандистской версии, авиаторы в США и других странах мечтали о таком перелёте, но сделать это оказалось по силам лишь советским лётчикам на советской технике. Однако никаких сведений о том, что в этот период кто-то ещё делал попытки или планировал совершить перелёт через Северный полюс из Европы в Америку или в обратном направлении, не имеется. Лететь для того, чтобы проложить трассу будущих регулярных рейсов, было явно преждевременно: авиа- и радиотехника, навигация и полярная метеорология ещё не достигли уровня, необходимого для организации таких сообщений . Разговоры в советской прессе о скором открытии регулярной трансарктической авиалинии между Европой и Америкой, которые начались после перелётов В. Чкалова и М. Громова, продолжения не имели.

## Награды
- За этот перелёт весь экипаж был награждён орденами Красного Знамени.

## Память
- В 1975 году в честь советского экипажа был открыт монумент в Ванкувере (США).
- В 1976 году по приглашению президента США Джеральда Форда А. В. Беляков, Г. Ф. Байдуков и сын Валерия Чкалова И. В. Чкалов в честь 40-летнего юбилея перелёта посетили США.[13]
- В 2012 году в России состоялись праздничные мероприятия по случаю 75-летия беспосадочного перелёта экипажа В. П. Чкалова.[14].
- Данный полёт был отображен в сериале «Чкалов».

### В архитектуре
18 мая 2012 года портреты летчиков Валерия Чкалова, Георгия Байдукова и Александра Белякова заняли свои места на стенах пассажирского зала строящейся станции метро «Чкаловская» в Екатеринбурге (архитектор С. У. Зиганшин). Мотив всей отделки также посвящён авиации: большого радиуса пологий свод подобен крылу самолёта, своей кривизной путевые стены напоминают фюзеляж, а на торцевой стене циферблаты часов в стиле бортовых приборов с указанием поясного времени Москвы, Архангельска, Ванкувера и Вашингтона.
 Открытие состоялось 28 июля 2012 г.

### В филателии
- В 1938 году была выпущена серия почтовых марок СССР разного номинала, посвящённых перелёту.
- В 1987 году был выпущен почтовый конверт с оригинальной маркой СССР, посвященный 50-летию перелёта.
- В 1997 году был выпущен художественный почтовый конверт со стандартной маркой России, посвященный 60-летию перелёта.

Почтовые марки СССР и России
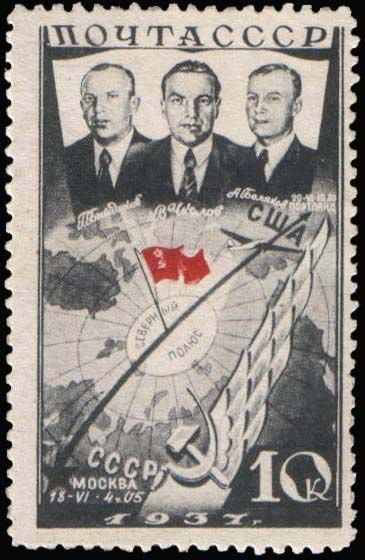
1938 год
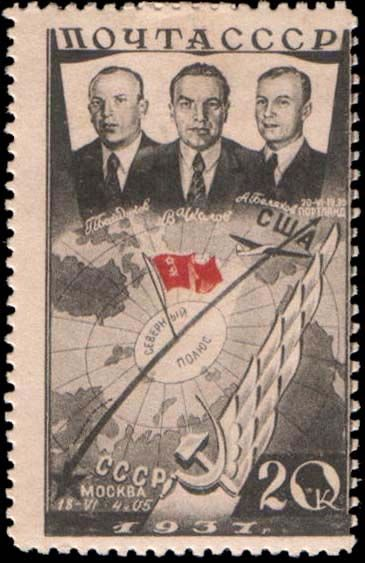
1938 год
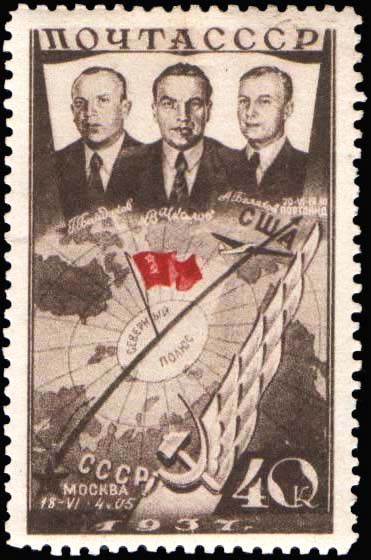
1938 год
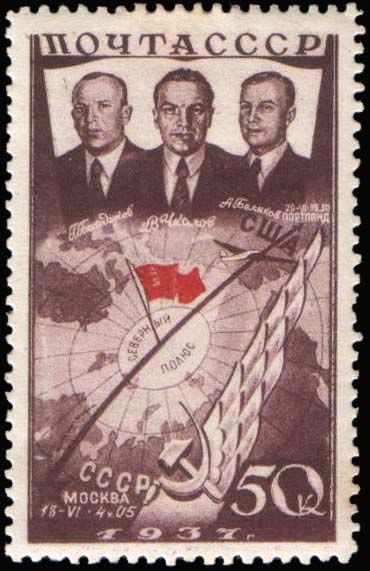
1938 год
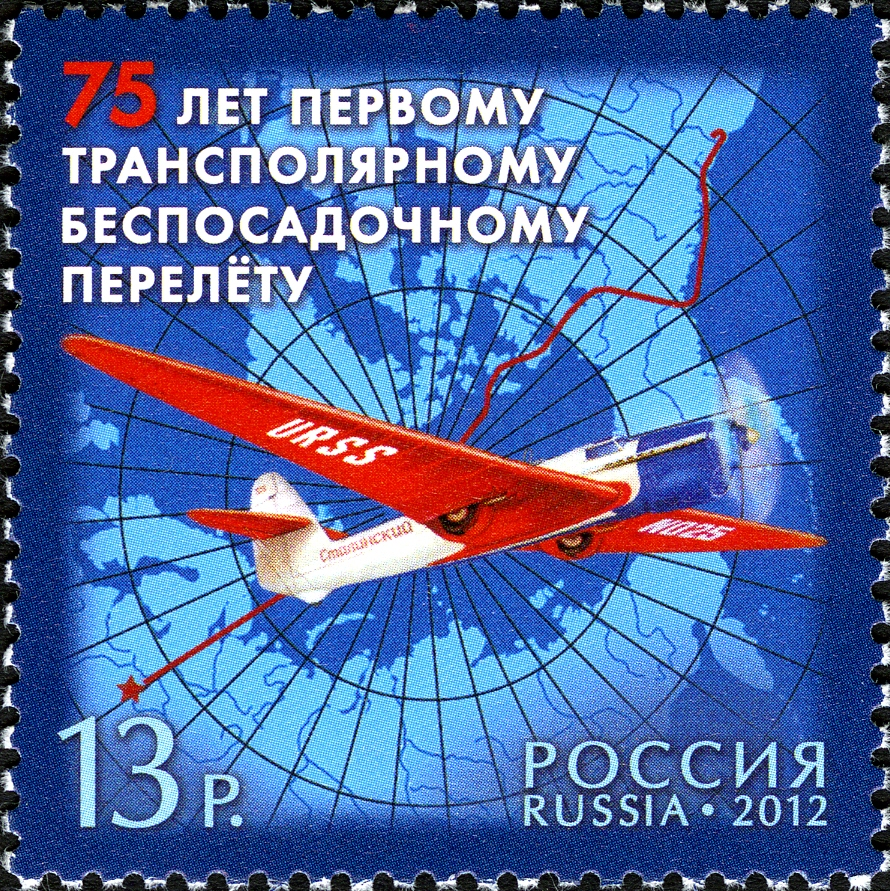
2012 год

Почтовые конверты СССР и России
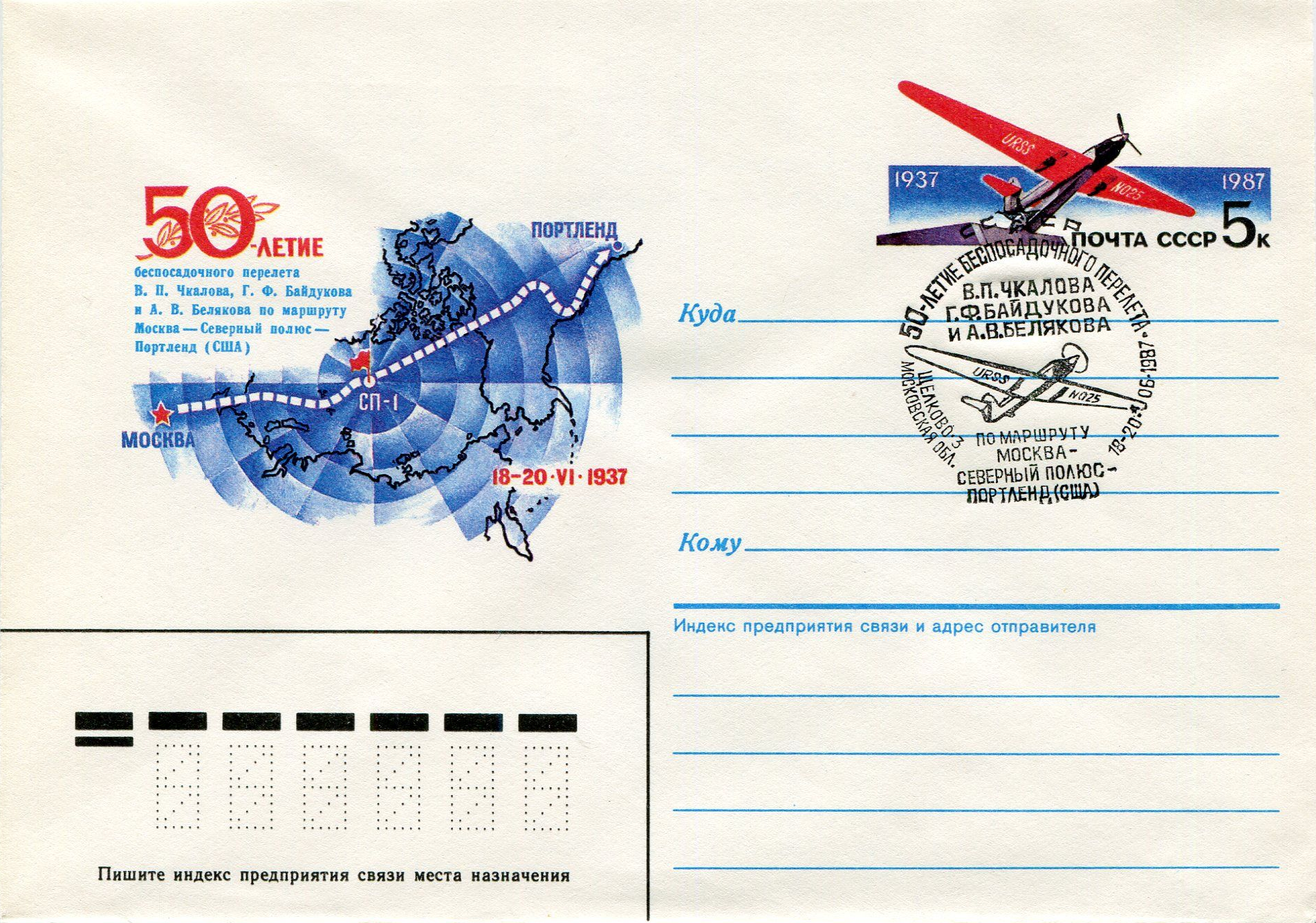
Почта СССР, 1987 год
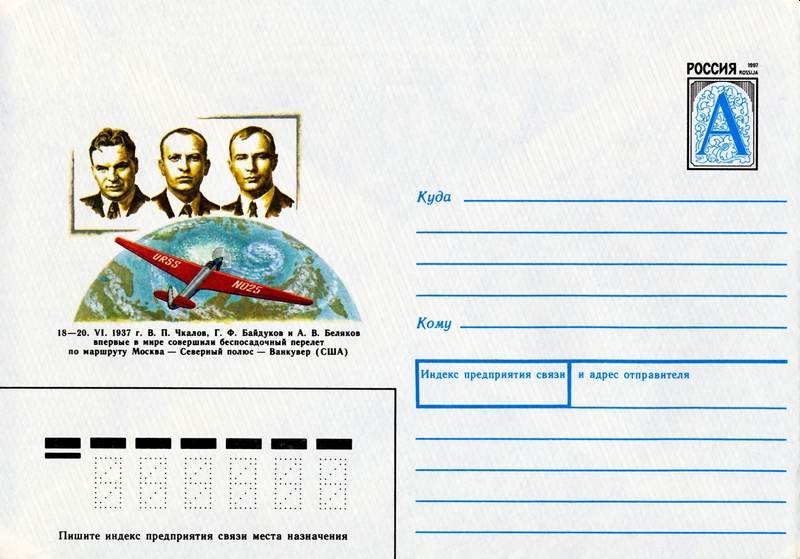
Почта России, 1997 год

## Документалистика
- Документальный фильм. ООО «Под знаком „Пи“» по заказу ГТРК «Культура». 2012 г (10 июня 2019). Полярный гамбит. Драма в тени легенды.  39 мин. ГТРК «Культура». {{cite episode}}: |series= пропущен или пуст (справка)

## Комментарии
1. ↑  В книге Георгия Байдукова «Через полюс в Америку»[2] и многих других публикациях советского периода конечной точкой маршрута называют находящийся на южном берегу реки Колумбия город Портленд (штат Орегон), тогда как, заходя на посадку со стороны Портленда, самолёт перелетел реку Колумбия и приземлился на военном аэродроме Пирсон-Филд уже в городе Ванкувер, входящем в городскую агломерацию Портленда, но находящемся на противоположном от города Портленд берегу реки и относящемся уже к другому штату — штату Вашингтон[3].
2. ↑  Имелся в виду персонал дрейфующей станции «Северный полюс», которая была создана в том числе и для участия в метеорологическом обслуживании будущих советских трансполярных перелётов